# 루시아노 산체스
루시아노 산체스 가르시아(스페인어: Luciano Sánchez García, 1944년 5월 28일, 카스티야 이 레온 주 베하르 ~)는 바바 2호(스페인어: Vavá II), 혹은 줄여서 바바(스페인어: Vavá)로 알려진 스페인의 전 축구 선수이다. 그는 현역 시절 대부분을 엘체 소속으로 보냈는데, 1965-66 시즌에는 트로페오 피치치의 주인공이 되기도 하였다.

## 클럽 경력
살라망카 도 베하르 출신인 바바는 고향 연고 구단인 베하르 인두스트리알의 유소년부에 입단하면서 축구를 시작했다. 1963년, 그는 엘체와 계약하여 1년차를 세군다 디비시온에 속한 2군인 데포르티보 일리시타노에서 보냈다.
1964년 10월 18일, 그는 라스 팔마스와의 경기에서 라 리가 신고식을 치렀고, 골도 같이 신고했다. 1965년, 그는 바르셀로나와의 친선전에 출전했다. 이듬해인 1965-66 시즌, 그는 리그 득점 1위를 기록했는데, 19골을 넣은 그는 현재까지 처음이자 마지막으로 트로페오 피치치의 주인공이 된 엘체 선수였다. 그로부터 얼마 지나지 않아 바바는 처음으로 스페인 국가대표팀 경기에 출전했다. 1969년, 엘체는 코파 델 레이 준우승을 거두었는데, 이는 일리시타노 출신 선수가 기록한 역대 최고의 성과였다. 결승전에서 엘체는 아틀레틱 빌바오를 상대하여 바바가 90분을 모두 소화했지만, 0-1 패배를 극복하기에는 역부족이었다.
1970-71 시즌에 소속 구단이 강등당했지만, 엘체와 세군다 디비시온에서 동행을 이어나갔다. 1974년, 그는 데포르티보로 이적하였고, 그곳에서 축구화를 벗었다.

## 국가대표팀 경력
그는 스페인 국가대표팀 경기에 2번 출전했으나, 골을 넣은 적은 없었다. 그가 출전한 첫 국가대표팀 경기는 1966년 10월 23일, 아일랜드와의 경기였다.

## 수상
- 트로페오 피치치: 1965-66